# كريس هاجر
كريس هاجر (بالإنجليزية: Chris Hager)‏ هو موسيقي أمريكي، ولد في 18 يناير 1958. اشتهر بكونه عضوا في فرقة الهارد روك Rough Cutt وأحد الأعضاء الأوائل في فرقة Ratt. كما سجل ألبومًا بعنوان Trash مع شريكه في Ratt، ستيفن بيرسي، وهو مشروع يسمى Pearcy / Hager.
ظهر في ألبوم Hear n 'Aid الخيري بقيادة روني جيمس ديو على أغنية Stars، مع العديد من الموسيقيين المشاهير في موسيقى الهيفي ميتال في ذلك الوقت، بما في ذلك جيف تيت وروب هالفورد وكيفن دوبرو وينجوي مالمستين وديف موراي وأدريان سميث.

## وصلات خارجية
- كريس هاجر على موقع ميوزك برينز (الإنجليزية)
- كريس هاجر على موقع ديسكوغز (الإنجليزية)